# مجلس اللوردات
مجلس أعيان المملكة المتحدة أو مجلس لوردات المملكة المتحدة (بالإنجليزية: House of Lords of the United Kingdom)‏ وتعني أيضًا مجلس الأرباب، وهو المجلس الأعلى في برلمان المملكة المتحدة. يقيم مجلس اللوردات اجتماعاته في قصر وستمنستر  الاسم الرسمي له هو اللوردات الروحيون والمؤقتون المبجلون في المملكة المتحدة لبريطانيا العظمى وأيرلندا الشمالية ضمن تجمع البرلمان (بالإنجليزية: the Right Honourable the Lords Spiritual and Temporal of the United Kingdom of Great Britain and Northern Ireland in Parliament assembled)‏.
يُختار أعضاء مجلس اللوردات من طبقة النبلاء المكونة من اللوردات الروحانيين واللوردات الدنيويين. يبلغ عدد اللوردات الروحانيين 26 بين رؤساء للأساقفة وأساقفة في كنيسة إنجلترا الرسمية للدولة. إن معظم اللوردات الدنيويين من النبلاء مدى الحياة، ويعينهم الملك بناءً على نصيحة رئيس الوزراء أو لجنة التعيينات في مجلس اللوردات، ولكنهم يشملون أيضًا النبلاء بالوراثة.
كانت العضوية ذات يوم حقًا لجميع النبلاء بالوراثة، بخلاف أولئك الذين ينتمون إلى طبقة النبلاء في أيرلندا، لكن قانون مجلس اللوردات لعام 1999 اقتصرها على 92 من النبلاء بالوراثة. لم تكن هناك أنثى واحدة بين هؤلاء النبلاء منذ استقالة كونتيسة مار في مايو عام 2020 (التي كانت النبيلة الوحيدة بالوراثة منذ عام 2014). يرث الرجال فقط معظم النبلاء بالوراثة.
إن عدد الأعضاء في مجلس اللوردات غير ثابت بينما يحدد مجلس العموم عددهم. يملك المجلس حاليًا 788 عضوًا. مجلس اللوردات هو المجلس الأعلى الوحيد في أي برلمان من مجلسين في العالم وأكبر من المجلس الأدنى، وهو ثاني أكبر هيئة تشريعية في العالم بعد مجلس الشعب الصيني.
يدقق مجلس اللوردات في مشاريع القوانين التي وافق عليها مجلس العموم، ويراجع ويعدل بانتظام مشاريع القوانين الصادرة من مجلس العموم. يمكن للمجلس أن يؤخر مشروعات القوانين ويجبر مجلس العموم على إعادة النظر في قراراتهم، في حين أنه غير قادر على منع تمرير مشاريع القوانين، إلا في ظروف محدودة ومعينة. يعمل مجلس اللوردات بهذه الصفة رقيبًا على مجلس العموم بشكل مستقل عن العملية الانتخابية. يمكن تقديم مشاريع القوانين إما إلى مجلس اللوردات أو مجلس العموم. يُختار كبار المسؤولين عادة مثل الوزراء من مجلس العموم، ويحصل أعضاء مجلس اللوردات أيضًا على أدوار كوزراء في الحكومة. يملك مجلس اللوردات خدمات دعم خاصة به، منفصلة عن مجلس العموم، ومن ضمنها مكتبة مجلس اللوردات.
يُلقى خطاب الملكة في مجلس اللوردات خلال الافتتاح الرسمي للبرلمان. كان مجلس اللوردات بمثابة محكمة الاستئناف النهائية في النظام القضائي في المملكة المتحدة من خلال لوردات القانون؛ وذلك بالإضافة إلى دوره كمجلس أعلى حتى إنشاء المحكمة العليا في عام 2009. يتبنى المجلس أيضًا دور كنيسة إنجلترا، إذ يجب على اللوردات الروحيين تقديم التدابير الكنسية داخل المجلس.

## اللجان
يرأس اللجنة رئيس اللجان. تتخذ اللجنة شكل ما يوصف بلجنة مجلس النواب الكامل، بدلًا من شكل لجنة عامة لمشروع القانون، وذلك عندما يُستخدم مصطلح «لجنة» لوصف مرحلة من مراحل مشروع القانون، وتتألف من جميع أعضاء مجلس اللوردات الذين يسمحون لأي عضو بالمساهمة في المناقشات إذا اختار أن يفعل ذلك، مما يتيح نظامًا داخليًا أكثر مرونة.
يُستخدم مصطلح «لجنة» أيضًا لوصف «اللجنة الكبرى» حيث ينطبق نفس النظام الداخلي كما هو الحال في الهيئة الرئيسية، باستثناء أنه لا يجوز حدوث أي تقسيم، ولذلك تُعد الأعمال التي تُناقش في اللجنة الكبرى غير مثيرة للجدل ويُتفق عليها بالإجماع عادة.
يمكن أيضًا إحالة مشاريع القوانين العامة إلى لجان ما قبل التشريع. تتشكل لجنة ما قبل التشريع على وجه التحديد لمشروع قانون معين. تتأسس هذه اللجان قبل عرض مشروع القانون على مجلس اللوردات أو مجلس العموم، ويمكنها أخذ الأدلة من الجمهور. يندر وجود مثل هذه اللجان، ولا تحل محل أي من المراحل المعتادة لمشروع القانون، بما في ذلك مرحلة اللجان.
يضم مجلس اللوردات أيضًا 15 لجنة مختارة. تكون هذه اللجان عادة لجانًا دورية، أي أن المجلس يعين أعضائها في بداية كل جلسة، ويستمرون في العمل حتى بدء الدورة البرلمانية التالية. تُعد هذه اللجان لجانًا دائمة يُعاد إنشائها غالبًا خلال كل دورة عمليًا. تكون هذه اللجان مخولة عادة لتقديم تقارير إلى مجلس النواب «من وقت لآخر»، أي في الوقت الذي تريده. اللجان الأخرى هي لجان مخصصة تتأسس للتحقيق في قضية معينة. يحدد الاقتراح، الذي تتشكل اللجان من خلاله، موعدًا نهائيًا يجب على اللجنة تقديم تقرير بحلوله. تتوقف اللجنة عن الوجود ما لم تُمنح تمديدًا بعد هذا التاريخ. تُعد لجنة الخدمة العامة والتغيير الديمغرافي مثالًا على ذلك.
يجوز لمجلس اللوردات تعيين رئيس للجنة؛ ويجوز لرئيس اللجان أو نائب رئيس اللجان أن يترأسها بدلًا من ذلك في حال عدم اختيار مجلس اللوردات. تُمنح معظم اللجان المختارة أيضًا سلطة اختيار الأعضاء، مثل لجنة الاتحاد الأوروبي. تتجسد الوظيفة الأساسية للجان المختارة بالتدقيق والتحقيق في أنشطة الحكومة، لتحقيق هذه الأهداف، ويُسمح لهم بعقد جلسات استماع وجمع الأدلة. يمكن إحالة مشاريع القوانين إلى لجان مختارة، ولكنها تُرسل غالبًا إلى لجنة مجلس النواب الكامل واللجان الكبرى.
يضم نظام اللجان في مجلس اللوردات أيضًا العديد من اللجان المحلية التي تشرف على إجراءات المجلس وإدارته أو تنظر فيها. تُعد لجنة الاختيار إحدى اللجان المحلية المسؤولة عن تعيين أعضاء في العديد من لجان المجلس الأخرى.

## التكوين الحالي
يوجد حاليًا 788 عضوًا في مجلس اللوردات، ومن ضمنهم 682 من النبلاء مدى الحياة (اعتبارًا من 8 ديسمبر عام 2020). هناك 37 لوردًا إضافيًا غير مؤهلين للمشاركة، بما في ذلك ثمانية نبلاء غير مؤهلين دستوريًا كأعضاء في السلطة القضائية.
خصص قانون مجلس اللوردات (عام 1999) 75 من أصل 92 نبيلًا بالوراثة للأحزاب بناءً على نسبة نبلاءهم بالوراثة الذين ينتمون إلى هذا الحزب في عام 1999:
- حزب المحافظين: 42 من النبلاء.
- حزب العمل: اثنان من النبلاء.
- الديمقراطيون الليبراليون: ثلاثة نبلاء.
- أعضاء هيئة المحكمة: 28 من النبلاء.

انشق نبيل واحد من بين 42 نبيلًا بالوراثة الذين انتُخِبوا كمحافظين، وهو ديفيد فيرني، البارون الحادي والعشرين لويلوبي دي بروك، وانتقل إلى حزب استقلال المملكة المتحدة، وذلك على الرغم من أنه ترك الحزب في عام 2018.
يُنتخب خمسة عشر من النبلاء بالوراثة من قبل مجلس النواب الكامل، ويُعتبر النبلاء بالوراثة الآخرين أصحاب المناصب الملكية، وهما إيرل مارشال واللورد غريت تشامبرلين، وكلاهما في إجازة حاليًا.
ذكر تقرير في عام 2007 أن العديد من أعضاء مجلس اللوردات (خاصة النبلاء مدى الحياة) لا يحضرون بانتظام. كان متوسط الحضور اليومي حوالي 408 فرد.
لا يوجد حد أقصى لعدد النبلاء مدى الحياة الذين يمكن أن يصبحوا أعضاء في مجلس اللوردات في أي وقت، وذلك في حين أن عدد النبلاء بالوراثة يقتصر على 92، وعدد اللوردات الروحيين 26. اتُخِذت ترتيبات خاصة خلال جائحة فيروس كورونا لعام 2020 للسماح بتنفيذ بعض المهام عبر الإنترنت.